# Szilágyi Domokos (költő)
Szilágyi Domokos (Nagysomkút, 1938. július 2. – Kolozsvár, 1976. november 2.) erdélyi magyar költő, író, irodalomtörténész és műfordító. Ügynökmúltja miatt életművét a modern irodalmi tudat átértékeli, bár lírai életműve európai mércével mérve is jelentős, Héjjasfalva felé című verse pedig a késő modern magyar líra egyik kiemelkedő alkotásaként vált ismertté.

## Élete
Középiskoláit Szatmárnémetiben, a Kölcsey Gimnáziumban végezte (1955), majd 1955–59 között a Bolyai Tudományegyetem magyar nyelv- és irodalom szakos hallgatója volt, záróvizsgáit azonban nem tette le. 1958–59-ben az Igaz Szó, 1960-tól a bukaresti Előre belső munkatársa, a hatvanas évek közepétől írásaiból, kötetei, műfordításai honoráriumából tartotta fenn magát. Betegnyugdíjba kerülve, 1972-től Kolozsváron élt; súlyosbodó betegségét két kudarcba fulladt, egy válással végződött házasság után egy új, rendezett élettársi kapcsolat tette egy időre elviselhetővé. Búcsúlevelében ezt írta Nagy Máriának: „Én ma lelépek e világi életből. Ne kérdezd az okát – én sem tudom… Nem vagyok részeg, és – ahogy mondani szokás – tiszta elmével írom e sorokat” (A költő (régi és új) életei. 261).
Fia, Kobak, az 1977-es bukaresti földrengésben halt meg. Közös sírban nyugszanak a kolozsvári Házsongárdi temetőben: Szilágyi Domokos, elvált, Magyarországon elhunyt felesége Hervay Gizella költőnő és a gyermekük, Szilágyi Attila.

## Költői munkássága
Első verseit 1956-ban közölte az Utunk, első verskötetével (Álom a repülőtéren) 1962-ben lépett a nyilvánosság elé. Ettől kezdve versköteteivel, román és angol költőket bemutató fordításköteteivel, gyermekverseivel folyamatosan jelen volt az irodalmi életben.
Indulása a Forrás szerzői között jelöli ki a helyét, nemzedéke valóban a kiadáspolitikai pillanatot megragadó és a mindenkori pályakezdések elszántságát meghaladó lendülettel jelenti be szándékát, hogy új utakon induljon el. Ő maga mégsem sorolható valamely iskola, irányzat, stílus követői, továbbítói közé. Szilágyi Domokos szintézisteremtő költő és mint ilyen magányos jelenség.
Pályaképén végigkövethető, amint a líratörténet különböző szakaszainak jellegzetességeit, vívmányait hasznosítja a maga nagyon egyéni verseszményének kimunkálásában. Tudatossága, verskultúrája, általános műveltsége, páratlan nyelvi leleménye megóvta a legtöbb pályakezdés tétova hangkeresésétől, az epigonizmustól éppúgy, mint a szertelen újat hajszolástól. Már első kötetében, az Álom a repülőtérenből kiemelkedő Halál árnyéka – Rekviemben átlépte a költői–nem költői versbeszéd közötti határt, s ez a poétikai határátlépés egyben új költői attitűd bejelentése volt, csendes hadüzenet, diszkréten radikális szakítás a saját megszólalását is futólag érintő konvencióval, az első lépés a szuverén lírai nyelv megteremtése felé.
Újabb határátlépéssel a klasszikus és a modern líra egymástól idegenkedő területeit egyesítette. Eredetisége már abban megmutatkozott, ahogyan a gazdag magyar és egyetemes lírai hagyományba mintegy beleszületve úgy dolgozta ki a maga költői nyelvét, hogy a teljes biztonsággal kezelt klasszikus forma és a nem külsőségeket mímelő, hanem összefüggéseket, az életérzés forradalmát újszerűen megvilágító modernitás, az izmusok iránti fogékonyság sajátos egyensúlya vált lehetségessé életművében. Merész önállóság és értékmegőrzés összebékíthetőnek bizonyult. Hamar kitört abból a viszonylag szűk keretből, amelybe a korszak inkább politikai, mint poétikai meghatározottságú kánonjai a legtöbb kortársát rövidebb-hosszabb időre beszorították. Az előző nemzedék reprezentatív költője, Székely János értette meg leginkább, hogy Szilágyi Domokos „újból érvénybe helyezte mindazt, ami már elavult”, de „csúfondárosan, fintorogva, mosolyogva”, s ennek az ironikus gesztusnak az eredménye „kimagaslóan érdekes, korszerű és jó, a költészet öniróniája”.
A költő helye a világban vitatott hely, sorsa a vitathatatlan otthontalanság, s ez, valamint a magány, a belső harmóniákra és diszharmóniákra fülelő lélek, a bevallott nyugtalanság szólal meg itt. Számára a védtelenség, kiszolgáltatottság, szorongás több hangulatnál, állapotnál, személyes hajlamnál. Éppen az emberiséghez tartozás, a szolidaritás, az empátia másik arca, a tudatlíra állandó motívuma. Itt találkozik a líra a bölcselettel, Szilágyi Domokos lírája Szilágyi Domokos filozófiájával. Értelmezői közül többen felismerték eszmevilágában az egzisztencializmust, nem csak mint a korszellem egyik jellegzetes megnyilatkozását, a rezignált küzdelem tanát és közérzetét, hanem úgy is mint egyetemes emberi helyzet átélését, mint az egyén szabadságharcát. Részvét és együttérzés a szenvedő ember iránt, az átélt üldözöttség és az át sem élt öregkor ennek az egyre táguló költői univerzumnak abba a felelősségszférájába tartozik, amelyet a gyermekkori közeg, a kötelességerkölcs, a bibliás neveltetés alapozott.
A költő versbeszéde is sokat köszönhet otthonosságának az Ó- és Újszövetségben, az otthonosságnak zsoltárok, bibliafordítók, prédikátorok magyar nyelvi világában. Szerepversei valójában a teljes emberkép felé táguló ars poeticák, és végigkísérik az egész életművet a korai kezdettől a korai végig, a tizenkilencedik századi romantikus hagyomány verskultúrájában és hőskultuszában fogant Hunyadi János-portrétól a Bolyai-, a Bartók-paradigmáig, a nagyon modern sorstragikumig.
Erről az értékvilágról, egyetemességéről, a szerepverseket kiegészítő eredetiségéről vallanak a Szilágyi Domokos-életműnek ha nem is terjedelemben, de fontosságban a költői oeuvre-rel egyenrangú és egybehangzó, párhuzamos részei, az Arany Jánost, Walt Whitmant, Radnótit, T. S. Eliotot értelmező és újraértelmező esszék, valamint az útinapló, A Volga Nyugaton. A lírai én és az értelmező-befogadó én ugyanabban a szellemi erőtérben fejti ki hatását a mindenkori olvasóra.
Hogy a költőnek még egy határt át kellett lépnie, s megkezdte gyötrelmes kettős életét kényszer és becsület között, talán végérvényesen rejtve maradó körülmények fojtogatásában – az az életmű és az életrajz legtragikusabb titka. A „Van út – kiút nincsen” felismerése a filozofikus hajlamú költőt termékeny rezignáció birtokosává teszi, arra készteti, hogy a védtelenséget is ars poeticájába foglalja, mint a haláltudat mellett s azzal rokon ember- és létdefiníciót, hiszen – mint mondja – „Mindig akad valami, amivel szemben védtelen az ember. S amíg akad, addig van költészet is.” Szókölcsönző – így határozta meg a költő helyét az emberek között, azt hangsúlyozva, amit kap tőlük, s nem azt, amit ad nekik. Tudós költőnek, poeta doctusnak ismerték el még életében, ám ő azt vallotta, hogy a költői mesterségben benne foglaltatik „minden, ami az élethez tartozik”. Választékos lényének és lírájának ez a hitvallás adja meg mélységesen demokratikus, humanista dimenzióját.

## Kötetei
- Álom a repülőtéren (versek, Szemlér Ferenc előszavával. Bukarest, 1962. Forrás)
- Új kenyér (gyermekversek, Bukarest, 1963)
- Csali Csöpp (gyermekversek, Bukarest, 1965)
- Szerelmek tánca (versek, Bukarest, 1965)
- Mese a vadászó királyfiról (elbeszélő költemény Al. Odobescu nyomán, Bukarest, 1966)
- Garabonciás (versek, 1967)
- A láz enciklopédiája (versek, 1967)
- Történetek húsz éven felülieknek (karcolatok, Bukarest, 1967)
- Búcsú a trópusoktól (versek, Bukarest, 1969)
- Kortársunk, Arany János (Bukarest, 1969. Kismonográfiák; újrakiadás, Szilágyi Júlia előszavával. Kolozsvár, 2004. Kettős Tükörben)
- Erdei iskola (gyermekversek, Kolozsvár, 1970)
- Fagyöngy (versek, társszerző Palocsay Zsigmond, Kolozsvár, 1971)
- Sajtóértekezlet (válogatott versek, Kolozsvár, 1972)
- Felezőidő (versek, Kolozsvár, 1974)
- Napraforgók (versek, Kolozsvár, 1976)
- Legszebb versei (Kolozsvár, 1976)
- Pimpimpáré (gyermekversek, társszerző Vermesy Péter, Kolozsvár, 1976)
- Öregek könyve (versek, Kolozsvár, 1976)

## Posztumusz kiadások
- Tengerparti lakodalom (hátrahagyott versek, Dacia Kiadó, Kolozsvár, 1978)
- Kényszerleszállás (összegyűjtött versek, Kántor Lajos bevezető tanulmányával, Kriterion Könyvkiadó, Bukarest, 1978. Romániai Magyar Írók)
- Válogatott versek és műfordítások / Kortársunk, Arany János (válogatta és az utószót írta Szakolczay Lajos, Magvető Könyvkiadó, Budapest, 1979)
- Liliom-palota (gyermekversek, illusztrálta Kiss István, Móra Könyvkiadó, Budapest, 1980)
- A költő életei (Szilágyi Domokos emlékkönyv, Kriterion Könyvkiadó, Bukarest, 1986)
- Szilágyi Domokos; vál. Langmár Ferenc; MKKE, Bp., 1986 (Szakkollégiumi füzetek)
- Világ hava (válogatott versek, Szakolczay Lajos utószavával, Magvető Könyvkiadó, Budapest, 1988)
- Élnem adjatok (vers, próza, esszé 1956-76, válogatta és az utószót írta Kántor Lajos, Kriterion Könyvkiadó, Bukarest, 1990)
- Visszavont remény (Szilágyi Domokos levelei Méliusz Józsefhez. Szerkesztés és utószó Ágoston Vilmos, Szépirodalmi Könyvkiadó, Budapest, 1990)
- Medve-lakodalom (gyermekversek, illusztrálta Keresztes Dóra, Zenit Könyvek, Budapest, 1990)
- A fájdalmasan vigasztaló (válogatott versek, Cs. Gyimesi Éva válogatásában, Lászlóffy Aladár előszavával, Dacia Kiadó, Kolozsvár, 1991)
- Leltár az évszakokról (válogatta Demény Péter, Kolozsvár, 1996. Romániai Magyar Írók); újrakiadás: Magyar Könyvklub, Kriterion Könyvkiadó, Kolozsvár, Budapest, 1999)
- Játszhatnám (válogatás a kéziratos és kiadatlan hagyatékból, illusztrálta Sipos László, Tinivár Kiadó, Kolozsvár, 1996)
- Abrakadabra (gyermekversek, illusztrálta Bak Sára, válogatta Demény Péter, Kalota Könyvkiadó, Kolozsvár, 1999)
- Szilágyi Domokos válogatott versei (versek, Unikornis Kiadó, Budapest, 1999)
- Magyarok (válogatta és az utószót írta Szilágyi Júlia, Polis Könyvkiadó, Kolozsvár, 1997)
- Útinapló – A Volga Nyugaton (Kalota Könyvkiadó, Kolozsvár, 2004)
- Összegyűjtött versek (összegyűjtött versek, szerkesztette Szilágyi Zsófia Júlia, Fekete Sas Kiadó, Budapest, 2006)
- Lám, egymást érik a csodák (gyermekversek, illusztrálta Keszeg Ágnes, Cerkabella Kiadó, Szentendre, 2006)
- A költő (régi és új) életei (sajtó alá rendezte Kántor Lajos, Kriterion Könyvkiadó, Kolozsvár, 2008)
- Szilágyi Domokos családi levelezése (szerkesztette Szilágyi Kálmán, Europrint Könyvkiadó, Szatmárnémeti, 2010)
- Öregek könyve / Cartea bătrânilor; szöveg Szilágyi Domokos, graf. Plugor Sándor, románra ford. Bánfi Géza; Kriterion, Kolozsvár, 2016
- Öregek könyve; szöveg Szilágyi Domokos, graf. Plugor Sándor, előszó Plugor Magor; Helikon, Bp., 2021

## Díjak, elismerések
Posztumusz, 1992-ben elnyerte a Romániai Írók Szövetségének díját, ugyanabban az évben a Pezsgő-díjat.

## Megzenésített versei
Vermesy Péter, Pimpimpáré, Kriterion, Bukarest, 1977

## Ügynöki múltja

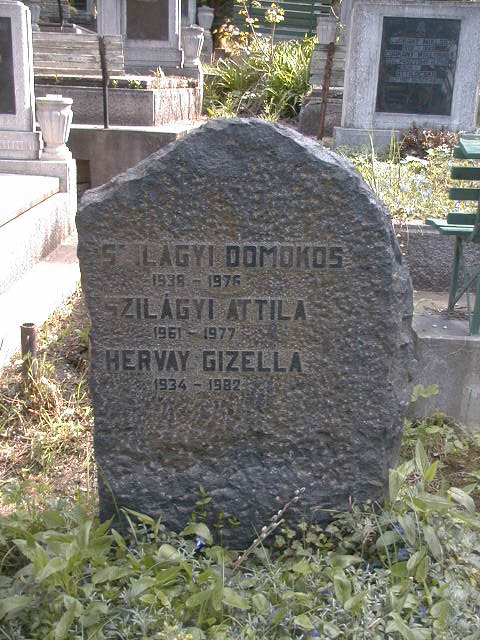
Szilágyi Domokos sírja Kolozsvárott, a Házsongárdi temetőben

Halála után 25 évvel az állambiztonsági hivatal levéltárából nyilvánosságra került – neki tulajdonított – ügynöki jelentések nyomán egyesek súlyos kérdőjeleket tettek fel személyiségét illetően, s voltak, akik a vele kapcsolatban megfogalmazott vádakkal költői művét is kivetették volna az irodalomból. De már a mai tudásunk szerint is sikerült eljutni egyfajta egyensúlyhoz: „A … bukaresti titkosszolgálati iratok hitelességében – írta Kántor Lajos – én továbbra is kételkedem, de … ha a bizonyosság előtt (majd) meg kell hajolni, a ránk hagyott életmű ettől érintetlen marad” (A költő (régi és új) életei. 396), Pécsi Györgyi pedig így mérlegelt: „Megrendülten gondolunk a nagyszerű költőre és a tragikus sorsú emberre. Mert hittük, hogy a kanti kategorikus imperativus szerint írt és élt, s ha választani kellett, sohasem az erkölcsi alapértékek megtagadásával válaszolt. Újra kell olvasni e mára már klasszikussá lett életművet,… de lehet, hogy sok időnek kell eltelnie, amíg (és amennyire szükséges) külön tudjuk választani a költőt és az embert, és higgadtan beszélhetünk életművének egészéről” (uo. 394).
Nem tudni milyen körülmények közt szervezték be, de három olyan esetről is lehet tudni, melyekben jelentései alapján születtek súlyos ítéletek. Szilágyi Domokos ügynöki jelentései három megfigyelési dossziéból kerültek elő. Az első kettő 1958-ból származik, Lakó Elemérről és Varró Jánosról, a Bolyai Egyetem tanárairól, illetve Péterffy Irén bölcsészhallgatóról begyűjtött Securitate-információkat tartalmazzák. Az 1965-ös dossziéban Páskándi Géza költő a célpont. A fentiekből a Helikon irodalmi lap honlapján az elsőt és az utolsót közli. Jelentései (köztük kézzel írottak) az interneten is elérhetők.